# Liste zoologischer Gärten und Aquarien nach Gründungsjahr
Diese Liste enthält zoologische Gärten und Schauaquarien, gegliedert nach Gründungsjahren.

## 18. Jahrhundert
| Zooname                         | Gründungsjahr | Stadt | Land       | Momentane Fläche | Besonderheiten / Bemerkungen            | Webpräsenz |
| ------------------------------- | ------------- | ----- | ---------- | ---------------- | --------------------------------------- | ---------- |
| Tiergarten Schönbrunn           | 1752          | Wien  | Österreich | 17 ha            | Ältester noch bestehender Zoo der Welt. | Homepage   |
| Ménagerie du Jardin des Plantes | 1793          | Paris | Frankreich | 05,5 ha          | Ältester „bürgerlicher“ Zoo der Welt.   | Homepage   |

## 19. Jahrhundert
| Zooname                                                               | Gründungsjahr | Stadt               | Land                | Momentane Fläche | Besonderheiten / Bemerkungen                                                                | Webpräsenz |
| --------------------------------------------------------------------- | ------------- | ------------------- | ------------------- | ---------------- | ------------------------------------------------------------------------------------------- | ---------- |
| London Zoo                                                            | 1828          | London              | Großbritannien      | 015 ha           | erster Zoo, der das Wort Zoo im Namen trug                                                  | Homepage   |
| Zoo Dublin                                                            | 1831          | Dublin              | Irland              | 028 ha           | ältester Zoo Irlands                                                                        | Homepage   |
| Bristol Zoo Gardens                                                   | 1835          | Bristol             | Großbritannien      | 005 ha           | 2022 geschlossen, seit 2013 sukzessive ersetzt durch das Bristol Zoo Project                | Homepage   |
| Zoo Manchester                                                        | 1837          | Manchester          | Großbritannien      |                  | am 11. September 1977 geschlossen                                                           | Homepage   |
| Natura Artis Magistra                                                 | 1838          | Amsterdam           | Niederlande         | 014 ha           | ältester Zoo der Niederlande                                                                | Homepage   |
| Edinburgh Royal Zoological Gardens                                    | 1840          | Edinburgh           | Großbritannien      | 002,4 ha         | 1857 geschlossen                                                                            |            |
| Thiergarten Horn                                                      | 1841          | Hamburg-Horn        | Deutschland         | 002 ha           | 1845 geschlossen                                                                            |            |
| Zoo Antwerpen                                                         | 1843          | Antwerpen           | Belgien             | 010,5 ha         | ältester Zoo Belgiens                                                                       | Homepage   |
| Zoologischer Garten Berlin                                            | 1844          | Berlin              | Deutschland         | 035 ha           | ältester noch existierender Zoo Deutschlands                                                | Homepage   |
| Dierentuin van Gent                                                   | 1851          | Gent                | Belgien             |                  | 1905 geschlossen                                                                            |            |
| Zoologischer Garten Brüssel                                           | 1851          | Brüssel             | Belgien             |                  | 1876 geschlossen                                                                            |            |
| Jardin Zoologique de Marseille                                        | 1854          | Marseille           | Frankreich          |                  | 1987 geschlossen                                                                            |            |
| Diergaarde Blijdorp                                                   | 1857          | Rotterdam           | Niederlande         | 027 ha           | seit 1940 am heutigen Standort                                                              | Homepage   |
| Zoologischer Garten Frankfurt am Main                                 | 1858          | Frankfurt am Main   | Deutschland         | 011 ha           | seit 1874 am heutigen Standort                                                              | Homepage   |
| Zoo Lyon                                                              | 1858          | Lyon                | Frankreich          | 006 ha           |                                                                                             | Homepage   |
| Zoologisk Have                                                        | 1859          | Frederiksberg       | Dänemark            | 011 ha           | ältester Zoo Dänemarks                                                                      | Homepage   |
| Philadelphia Zoo                                                      | 1859          | Philadelphia        | Vereinigte Staaten  | 011 ha           | ältester Zoo der Vereinigten Staaten von Amerika                                            | Homepage   |
| Kölner Zoo                                                            | 1860          | Köln                | Deutschland         | 020 ha           |                                                                                             | Homepage   |
| Zoo Dresden                                                           | 1861          | Dresden             | Deutschland         | 013 ha           |                                                                                             | Homepage   |
| Melbourne Zoo                                                         | 1862          | Melbourne Parkville | Australien          | 022 ha           | ältester Zoo Australiens                                                                    | Homepage   |
| De Haagse Dierentuin                                                  | 1863          | Den Haag            | Niederlande         |                  | 1943 geschlossen                                                                            |            |
| Zoologischer Garten Hamburg                                           | 1863          | Hamburg             | Deutschland         | 014 ha           | 1930 geschlossen                                                                            |            |
| Sakkarbaug Zoological Garden                                          | 1863          | Junagadh            | Indien              | 084 ha           | ältester Zoo Indiens                                                                        |            |
| Ragunan Zoo                                                           | 1864          | Jakarta             | Indonesien          | 140 ha           | ältester Zoo Indonesiens                                                                    | Homepage   |
| Moskauer Zoo                                                          | 1864          | Moskau              | Russland            | 021,5 ha         | ältester Zoo Russlands                                                                      | Homepage   |
| Central Park Zoo                                                      | 1864          | New York City       | Vereinigte Staaten  |                  |                                                                                             | Homepage   |
| Leningrader Zoo (Ленинградский зоопарк)                               | 1864          | Sankt Petersburg    | Russland            |                  |                                                                                             | Homepage   |
| Zoo Hannover                                                          | 1865          | Hannover            | Deutschland         | 021 ha           |                                                                                             | Homepage   |
| Zoologischer Garten Breslau (Ogród Zoologiczny we Wrocławiu)          | 1865          | Breslau             | Polen               | 035 ha           | ältester Zoo Polens, jedoch erst seit 1945 polnisch, zuvor deutsch                          | Homepage   |
| Zoologischer Stadtgarten Karlsruhe                                    | 1865          | Karlsruhe           | Deutschland         | 023 ha           |                                                                                             | Homepage   |
| Zoo Budapest (Fovárosi Állat- és Növénykert)                          | 1866          | Budapest            | Ungarn              | 011 ha           | ältester Zoo Ungarns                                                                        | Homepage   |
| Lincoln Park Zoo                                                      | 1868          | Chicago             | Vereinigte Staaten  | 014 ha           |                                                                                             | Homepage   |
| Zoo Mulhouse                                                          | 1868          | Mülhausen           | Frankreich          | 025 ha           |                                                                                             | Homepage   |
| Buffalo Zoological Gardens                                            | 1870          | Buffalo             | Vereinigte Staaten  |                  |                                                                                             | Homepage   |
| Zoologisch-Botanischer Garten Hongkong (香港動植物公園)               | 1871          | Hongkong            | Volksrepublik China | 005,4 ha         | Inoffiziell ältester Zoo Chinas. Hongkong war im Jahre 1871 noch eine britische Kolonie.    | Homepage   |
| Lahore Zoo                                                            | 1872          | Lahore              | Pakistan            | 010 ha           |                                                                                             | Homepage   |
| Zoologischer Garten Basel                                             | 1874          | Basel               | Schweiz             | 011 ha           | ältester Zoo der Schweiz                                                                    | Homepage   |
| Allwetterzoo Münster                                                  | 1874          | Münster             | Deutschland         | 030 ha           | 1973 wurde der alte Zoo an der Promenade geschlossen und an der Sentruper Höhe neu eröffnet | Homepage   |
| Zoologischer Garten Posen (Ogród Zoologiczny w Poznaniu)              | 1874          | Posen               | Polen               | 117 ha           |                                                                                             | Homepage   |
| Saint Louis Zoological Park                                           | 1874          | St. Louis           | Vereinigte Staaten  | 036,6 ha         |                                                                                             | Homepage   |
| Zoologischer Garten Warschau (Miejski Ogród Zoologiczny w. Warszawie) | 1874          | Warschau            | Polen               | 039,5 ha         |                                                                                             | Homepage   |
| Cincinnati Zoo and Botanical Garden                                   | 1875          | Cincinnati          | Vereinigte Staaten  | 022,5 ha         |                                                                                             | Homepage   |
| Kolkata Zoo                                                           | 1875          | Kolkata             | Indien              | 018,8 ha         |                                                                                             | Homepage   |
| Maryland Zoo                                                          | 1876          | Baltimore           | Vereinigte Staaten  | 022,5 ha         |                                                                                             | Homepage   |
| Zoologischer Garten Düsseldorf                                        | 1876          | Düsseldorf          | Deutschland         |                  | 1944 nach Kriegszerstörungen geschlossen                                                    |            |
| Zoo Leipzig                                                           | 1878          | Leipzig             | Deutschland         | 026,3 ha         |                                                                                             | Homepage   |
| Zoo Wuppertal                                                         | 1881          | Wuppertal           | Deutschland         | 020 ha           |                                                                                             | Homepage   |
| Cleveland Metroparks Zoo                                              | 1882          | Cleveland           | Vereinigte Staaten  | 050 ha           |                                                                                             | Homepage   |
| Ueno-Zoo (恩賜上野動物園)                                             | 1882          | Tokio               | Japan               | 014,1 ha         | ältester Zoo Japans                                                                         | Homepage   |
| Adelaide Zoo                                                          | 1882          | Adelaide            | Australien          | 008 ha           |                                                                                             | Homepage   |
| Zoo Lissabon (Jardim Zoológico Lisboa)                                | 1882          | Lissabon            | Portugal            | 026 ha           | ältester Zoo Portugals                                                                      | Homepage   |
| Tierpark Köthen                                                       | 1884          | Köthen              | Deutschland         | 005,5 ha         | ehemaliger Titel: Ältester Heimattierpark im "Osten"                                        | Homepage   |
| New York Aquarium                                                     | 1886          | New York City       | Vereinigte Staaten  | 005,6 ha         |                                                                                             | Homepage   |
| Dallas Zoo                                                            | 1888          | Dallas              | Vereinigte Staaten  | 038 ha           |                                                                                             | Homepage   |
| Zoo Sofia (Зоопарк-София)                                             | 1888          | Sofia               | Bulgarien           | 023 ha           | ältester Zoo Bulgariens                                                                     | Homepage   |
| Zoo Buenos Aires                                                      | 1888          | Buenos Aires        | Argentinien         | 018 ha           | ältester Zoo Argentiniens                                                                   | Homepage   |
| Zoo der Vatikanischen Gärten                                          | 1888          | Vatikanstadt        | Vatikanstadt        |                  | aufgelöst                                                                                   |            |
| Zoo Atlanta                                                           | 1889          | Atlanta             | Vereinigte Staaten  | 037 ha           |                                                                                             | Homepage   |
| Zoo Helsinki                                                          | 1889          | Helsinki            | Finnland            | 023 ha           | ältester Zoo Finnlands                                                                      | Homepage   |
| Zoo Gizeh                                                             | 1891          | Gizeh               | Ägypten             | 034 ha           |                                                                                             | Homepage   |
| Skansen                                                               | 1891          | Stockholm           | Schweden            | 033 ha           |                                                                                             | Homepage   |
| Smithsonian National Zoological Park                                  | 1891          | Washington, D.C.    | Vereinigte Staaten  | 048,5 ha         |                                                                                             | Homepage   |
| Zoo Barcelona (Parc Zoològic de Barcelona)                            | 1892          | Barcelona           | Spanien             | 014 ha           | ältester Zoo Spaniens                                                                       | Homepage   |
| Milwaukee County Zoo                                                  | 1892          | Milwaukee           | Vereinigte Staaten  | 077 ha           |                                                                                             | Homepage   |
| Zoo de l’Orangerie                                                    | 1895          | Straßburg           | Frankreich          | 026 ha           | Zoo geschlossen                                                                             |            |
| Zoo Charkiw (Харьковский зоопарк)                                     | 1895          | Charkiw             | Ukraine             | 025 ha           | ältester Zoo der Ukraine                                                                    | Homepage   |
| Denver Zoological Gardens                                             | 1896          | Denver              | Vereinigte Staaten  | 032 ha           |                                                                                             | Homepage   |
| Königsberger Tiergarten (Kaliningrader Zoo, Калининградский Зоопарк)  | 1896          | Kaliningrad         | Russland            | 016,5 ha         |                                                                                             | Homepage   |
| Perth Zoological Gardens                                              | 1898          | Perth               | Australien          | 019 ha           |                                                                                             | Homepage   |
| Bronx Zoo Wildlife Conservation Park                                  | 1898          | New York City       | Vereinigte Staaten  | 148 ha           |                                                                                             | Homepage   |
| National Zoological Gardens of South Africa                           | 1898          | Pretoria            | Südafrika           | 070 ha           | ältester Zoo Südafrikas                                                                     | Homepage   |
| Zoo Rostock                                                           | 1899          | Rostock             | Deutschland         | 056 ha           |                                                                                             | Homepage   |
| Toledo Zoo                                                            | 1899          | Toledo (Ohio)       | Vereinigte Staaten  | 025,8 ha         |                                                                                             | Homepage   |
| Woodland Park Zoo                                                     | 1899          | Seattle             | Vereinigte Staaten  | 037 ha           |                                                                                             | Homepage   |

## 20. Jahrhundert
| Zooname                                                  | Gründungsjahr | Stadt                        | Land                    | Momentane Fläche | Besonderheiten / Bemerkungen | Webpräsenz |
| -------------------------------------------------------- | ------------- | ---------------------------- | ----------------------- | ---------------- | --- | ---------- |
| Zoologischer Garten Halle (Saale)                        | 1901          | Halle (Saale)                | Deutschland             | 008,5 ha         | | Homepage   |
| Zoo Mykolajiw (Николаевский зоопарк)                     | 1901          | Mykolajiw                    | Ukraine                 | 018 ha           | | Homepage   |
| Aquazoo – Löbbecke Museum                                | 1904          | Düsseldorf                   | Deutschland             | 000,7 ha         | 1904 gegründet, seit 1947 Aquarium angegliedert, seit 1987 im Neubau | Homepage   |
| Waikiki Aquarium                                         | 1904          | Honolulu                     | Vereinigte Staaten      | 001 ha           | ältestes Aquarium der Vereinigten Staaten von Amerika | Homepage   |
| Zoo Johannesburg                                         | 1904          | Johannesburg                 | Südafrika               | 054 ha           | | Homepage   |
| Zoo Landau in der Pfalz                                  | 1904          | Landau in der Pfalz          | Deutschland             | 004 ha           | | Homepage   |
| Oklahoma City Zoo and Botanical Garden                   | 1904          | Oklahoma City                | Vereinigte Staaten      | 076,5 ha         | | Homepage   |
| Wellington Zoo Trust                                     | 1906          | Wellington                   | Neuseeland              | 008,6 ha         | ältester Zoo von Neuseeland | Homepage   |
| Tierpark Hagenbeck                                       | 1907          | Hamburg                      | Deutschland             | 025 ha           | erster gitterloser Zoo der Welt | Homepage   |
| Zoo Beijing (北京动物园欢迎您)                           | 1908          | Peking                       | China                   | 090 ha           | offiziell ältester Zoo von China | Homepage   |
| Kansas City Zoo                                          | 1909          | Kansas City (Missouri)       | Vereinigte Staaten      | 081 ha           | | Homepage   |
| Kiewer Zoo                                               | 1909          | Kiew                         | Ukraine                 | 034 ha           | | Homepage   |
| Tiergarten Bernburg                                      | 1909          | Bernburg                     | Deutschland             | 008,5 ha         | | Homepage   |
| Münchner Tierpark Hellabrunn                             | 1911          | München                      | Deutschland             | 036 ha           | erster Geozoo der Welt | Homepage   |
| Bioparco Rom                                             | 1911          | Rom                          | Italien                 |                  | ältester Zoo von Italien | Homepage   |
| Tiergarten Nürnberg                                      | 1912          | Nürnberg                     | Deutschland             | 065 ha           | seit 1939 am heutigen Standort | Homepage   |
| Rīgas Zoodārzs                                           | 1912          | Riga                         | Lettland                | 019,9 ha         | ältester Zoo Lettlands | Homepage   |
| Utah’s Hogle Zoo                                         | 1912          | Salt Lake City               | Vereinigte Staaten      | 021 ha           | | Homepage   |
| Franklin Park Zoo                                        | 1913          | Boston                       | Vereinigte Staaten      | 028,8 ha         | | Homepage   |
| Edinburgh Zoo                                            | 1913          | Edinburgh                    | Großbritannien          | 033 ha           | | Homepage   |
| Audubon Zoo                                              | 1914          | New Orleans                  | Vereinigte Staaten      | 022 ha           | | Homepage   |
| Rosamond Gifford Zoo                                     | 1914          | Syracuse                     | Vereinigte Staaten      |                  | | Homepage   |
| San Antonio Zoological Gardens and Aquariums             | 1914          | San Antonio                  | Vereinigte Staaten      | 020 ha           | | Homepage   |
| Tennōji Zoo                                              | 1915          | Osaka                        | Japan                   | 11 ha            | | Homepage   |
| Zoo Taipei (臺北動物園全球資訊網)                        | 1915          | Taipei                       | Republik China (Taiwan) | 165 ha           | | Homepage   |
| San Diego Zoo                                            | 1916          | San Diego                    | Vereinigte Staaten      | 040 ha           | | Homepage   |
| Taronga Zoo                                              | 1916          | Sydney                       | Australien              | 250 ha           | | Homepage   |
| Bowmanville Zoo                                          | 1919          | Bowmanville                  | Kanada                  | 042 ha           | erster Zoo Kanadas 2016 geschlossen | Homepage   |
| Jacksonville Zoo and Gardens                             | 1919          | Jacksonville                 | Vereinigte Staaten      | 036 ha           | | Homepage   |
| Zoologická Zahrada Liberec                               | 1919          | Liberec                      | Tschechien              | 016 ha           | ältester Zoo von Tschechien | Homepage   |
| Auckland Zoological Park                                 | 1922          | Auckland                     | Neuseeland              | 018,5 ha         | | Homepage   |
| Houston Zoo                                              | 1922          | Houston                      | Vereinigte Staaten      | 023 ha           | | Homepage   |
| Oakland Zoo                                              | 1922          | Oakland                      | Vereinigte Staaten      |                  | | Homepage   |
| Zoo Odessa                                               | 1922          | Odessa                       | Ukraine                 | 05,9 ha          | | Homepage   |
| Burgers’ Zoo                                             | 1923          | Arnheim                      | Niederlande             | 013 ha           | | Homepage   |
| Zoo di Milano                                            | 1923          | Mailand                      | Italien                 |                  | 1992 geschlossen |            |
| Chapultepec Zoo                                          | 1924          | Mexiko-Stadt                 | Mexiko                  |                  | | Homepage   |
| Zoologischer Garten Neunkirchen                          | 1924          | Neunkirchen                  | Deutschland             | 011 ha           | | Homepage   |
| Zoo Zagreb (Zooloski vrt grada Zagreba)                  | 1925          | Zagreb                       | Kroatien                | 007 ha           | ältester Zoo von Kroatien | Homepage   |
| Zoológico Nacional, Parque Metropolitano de Santiago     | 1925          | Santiago de Chile            | Chile                   | 004,5 ha         | | Homepage   |
| Natur- und Tierpark Goldau                               | 1925          | Goldau                       | Schweiz                 | 026 ha           | | Homepage   |
| Rio Grande Zoo                                           | 1927          | Albuquerque                  | Vereinigte Staaten      | 025,6 ha         | | Homepage   |
| Sacramento Zoo                                           | 1927          | Sacramento                   | Vereinigte Staaten      | 006 ha           | | Homepage   |
| Zoo Tiflis                                               | 1927          | Tiflis                       | Georgien                | 120 ha           | größter und ältester Zoo Georgiens | Homepage   |
| San Francisco Zoological Gardens                         | 1928          | San Francisco                | Vereinigte Staaten      | 044 ha           | | Homepage   |
| Zoo am Meer Bremerhaven                                  | 1928          | Bremerhaven                  | Deutschland             | 001,2 ha         | | Homepage   |
| Detroit Zoo                                              | 1928          | Detroit                      | Vereinigte Staaten      |                  | | Homepage   |
| Zoologischer Garten Eberswalde                           | 1928          | Eberswalde                   | Deutschland             | 013 ha           | | Homepage   |
| Zoo Jerusalem                                            | 1928          | Jerusalem                    | Israel                  | 024,2 ha         | | Homepage   |
| Dallas World Aquarium                                    | 1929          | Dallas                       | Vereinigte Staaten      | 000,4 ha         | | Homepage   |
| Calgary Zoo                                              | 1929          | Calgary                      | Kanada                  | 159 ha           | | Homepage   |
| Zoologischer Garten Krakau (Krakowski Ogród Zoologiczny) | 1929          | Krakau                       | Polen                   | 017 ha           | | Homepage   |
| Zoo Zürich                                               | 1929          | Zürich                       | Schweiz                 | 015 ha           | | Homepage   |
| Chester Zoo                                              | 1930          | Chester                      | Großbritannien          |                  | | Homepage   |
| Zoo Jekaterinburg                                        | 1930          | Jekaterinburg                | Russland                | 002,7 ha         | | Homepage   |
| Odense Zoo                                               | 1930          | Odense                       | Dänemark                | 006,5 ha         | | Homepage   |
| Zoo Prag                                                 | 1931          | Prag                         | Tschechien              | 053,7 ha         | | Homepage   |
| Jardin zoologique du Québec                              | 1931          | Charlesbourg (Québec)        | Kanada                  | 052 ha           | 2006 geschlossen |            |
| Whipsnade Zoo                                            | 1931          | Whipsnade                    | Großbritannien          | 240 ha           | | Homepage   |
| Zoo Saarbrücken                                          | 1932          | Saarbrücken                  | Deutschland             | 0                | 1939 geschlossen |            |
| Tierpark und Fossilium Bochum                            | 1933          | Bochum                       | Deutschland             | 001,9 ha         | | Homepage   |
| Belfast Zoological Gardens                               | 1933          | Belfast                      | Nordirland              | 024 ha           | | Homepage   |
| Brookfield Zoo                                           | 1934          | Brookfield                   | Vereinigte Staaten      | 057,4 ha         | | Homepage   |
| Zoo Duisburg                                             | 1934          | Duisburg                     | Deutschland             | 014 ha           | | Homepage   |
| Tierpark Hamm                                            | 1934          | Hamm                         | Deutschland             | 009 ha           | | Homepage   |
| Zoo Heidelberg                                           | 1934          | Heidelberg                   | Deutschland             | 010,2 ha         | | Homepage   |
| Parc zoologique de Paris                                 | 1934          | Paris                        | Frankreich              | 015 ha           | | Homepage   |
| Aalborg Zoo                                              | 1935          | Aalborg                      | Dänemark                | 008 ha           | | Homepage   |
| Zoo de Genève                                            | 1935          | Genf                         | Schweiz                 |                  | 1940 geschlossen |            |
| Zoo Osnabrück                                            | 1936          | Osnabrück                    | Deutschland             | 023,5 ha         | | Homepage   |
| Zoo Almaty                                               | 1937          | Almaty                       | Kasachstan              | 037 ha           | ältester Zoo von Kasachstan | Homepage   |
| Zoo Augsburg                                             | 1937          | Augsburg                     | Deutschland             | 022 ha           | | Homepage   |
| Tierpark Dählhölzli Bern                                 | 1937          | Bern                         | Schweiz                 | 015 ha           | | Homepage   |
| Higashiyama Zoo and Botanical Gardens                    | 1937          | Nagoya                       | Japan                   | 060 ha           | | Homepage   |
| Naturzoo Rheine                                          | 1937          | Rheine                       | Deutschland             | 013 ha           | | Homepage   |
| Tiergarten Straubing                                     | 1937          | Straubing                    | Deutschland             | 020 ha           | | Homepage   |
| Dierenpark Emmen                                         | 1937          | Emmen                        | Niederlande             | 013 ha           | | Homepage   |
| Zoo Łódź (Miejski Ogród Zoologiczny w Łodzi)             | 1938          | Łódź                         | Polen                   | 017 ha           | | Homepage   |
| Krefelder Zoo                                            | 1938          | Krefeld                      | Deutschland             | 013 ha           | | Homepage   |
| Zoo Qaraghandy                                           | 1938          | Qaraghandy                   | Kasachstan              | 107 ha           | | n/a        |
| Zoo Tallinn (Tallinna Loomaaed)                          | 1939          | Tallinn                      | Estland                 | 088,6 ha         | einziger Zoo von Estland | Homepage   |
| Zoo Jerewan (Երևանի կենդանաբանական այգի)                 | 1940          | Jerewan                      | Armenien                | 08,5 ha          | einziger Zoo von Armenien | Homepage   |
| Parque Zoológico El Pinar                                | 1945          | Caracas                      | Venezuela               | 050 ha           | | Homepage   |
| Zoo Dvůr Králové                                         | 1946          | Dvůr Králové nad Labem       | Tschechien              | 072 ha           | | Homepage   |
| Glasgow Zoo                                              | 1947          | Glasgow                      | Großbritannien          | 015 ha           | 2002 geschlossen | Homepage   |
| DierenPark Amersfoort                                    | 1948          | Amersfoort                   | Niederlande             | 024 ha           | | Homepage   |
| Miami Metrozoo                                           | 1948          | Miami                        | Vereinigte Staaten      | 300 ha           | | Homepage   |
| Zoom Erlebniswelt Gelsenkirchen                          | 1949          | Gelsenkirchen                | Deutschland             | 030 ha           | seit 2001 Umbau des ehemaligen Ruhrzoos zur ZOOM Erlebniswelt | Homepage   |
| Haifa Educational Zoo                                    | 1949          | Haifa                        | Israel                  |                  | | Homepage   |
| Parken Zoo Eskilstuna                                    | 1950          | Eskilstuna                   | Schweden                | 050 ha           | | Homepage   |
| Parc zoologique de Lille                                 | 1950          | Lille                        | Frankreich              | 004 ha           | | Homepage   |
| Zoologischer Garten Magdeburg                            | 1950          | Magdeburg                    | Deutschland             | 012,5 ha         | | Homepage   |
| Tierpark Neumünster                                      | 1950          | Neumünster                   | Deutschland             | 024 ha           | | Homepage   |
| Tierpark Nordhorn                                        | 1950          | Nordhorn                     | Deutschland             | 010 ha           | | Homepage   |
| Kōbe Ōji-Zoo (神戸市立王子動物園)                        | 1951          | Kōbe                         | Japan                   | 008 ha           | | Homepage   |
| Zoo Ljubljana (Zooloski Vrt Mesta Ljubljana)             | 1951          | Ljubljana                    | Slowenien               | 020 ha           | | Homepage   |
| Zoo Płock (Miejski Ogród Zoologiczny w Płocku)           | 1951          | Płock                        | Polen                   | 010 ha           | | Homepage   |
| Sapporo-Maruyama-Zoo (東山動植物園)                      | 1951          | Sapporo                      | Japan                   | 22,5 ha          | | Homepage   |
| Nogeyama Zoo                                             | 1951          | Yokohama                     | Japan                   |                  | |            |
| Guyana Zoological Park                                   | 1952          | Georgetown                   | Guyana                  |                  | | Homepage   |
| Arizona-Sonora Desert Museum                             | 1952          | Tucson                       | Vereinigte Staaten      | 040 ha           | | Homepage   |
| Wilhelma Zoologisch-botanischer Garten Stuttgart         | 1953          | Stuttgart                    | Deutschland             | 028 ha           | 1850 als Botanischer Garten gegründet | Homepage   |
| Zoo Dortmund                                             | 1953          | Dortmund                     | Deutschland             | 028 ha           | | Homepage   |
| Tierpark Cottbus                                         | 1954          | Cottbus                      | Deutschland             | 025 ha           | | Homepage   |
| Zoo Shanghai (上海动物园 版权所有)                       | 1954          | Shanghai                     | China                   | 070 ha           | | Homepage   |
| Tama-Zoo (多摩動物公園)                                  | 1954          | Tokio                        | Japan                   | 052,3 ha         | | Homepage   |
| Tierpark Berlin-Friedrichsfelde                          | 1955          | Berlin                       | Deutschland             | 160 ha           | | Homepage   |
| Birmingham Zoo                                           | 1955          | Birmingham                   | Vereinigte Staaten      | 049 ha           | | Homepage   |
| Bojnice Zoo (Národná zoologická záhrada Bojnice)         | 1955          | Bojnice                      | Slovakia                | 041 ha           | |            |
| Giardino Zoologico di Torino                             | 1955          | Turin                        | Italien                 |                  | 1986 geschlossen |            |
| Zoo Hoyerswerda                                          | 1956          | Hoyerswerda                  | Deutschland             | 005,5 ha         | | Homepage   |
| Opel-Zoo                                                 | 1956          | Kronberg im Taunus           | Deutschland             | 023 ha           | | Homepage   |
| Dierenpark Planckendael                                  | 1956          | Mechelen                     | Belgien                 | 042 ha           | | Homepage   |
| Zoologischer Garten Schwerin                             | 1956          | Schwerin                     | Deutschland             | 020 ha           | | Homepage   |
| Vancouver Aquarium                                       | 1956          | Vancouver                    | Kanada                  | 001 ha           | | Homepage   |
| Assiniboine Park Zoo                                     | 1956          | Winnipeg                     | Kanada                  | 056 ha           | | Homepage   |
| Naturschutz-Tierpark Görlitz                             | 1957          | Görlitz                      | Deutschland             | 005,1 ha         | | Homepage   |
| Parque Zoológico de São Paulo                            | 1957          | São Paulo                    | Brasilien               | 082,4 ha         | | Homepage   |
| Zoo Tampa (ehem. Lowry Park Zoo)                         | 1957          | Tampa                        | Vereinigte Staaten      | 022,6 ha         | | Homepage   |
| Tierpark Dessau                                          | 1958          | Dessau-Roßlau                | Deutschland             | 011 ha           | | Homepage   |
| Thüringer Zoopark Erfurt                                 | 1958          | Erfurt                       | Deutschland             | 035 ha           | | Homepage   |
| Schlesischer Tierpark (Śląski Ogród Zoologiczny)         | 1958          | Chorzów/Kattowitz            | Polen                   | 009 ha           | | Homepage   |
| Izu-Shaboten-Zoo (伊豆シャボテン動物公園)                | 1959          | Itō                          | Japan                   |                  | | Homepage   |
| Oregon Zoo                                               | 1959          | Portland                     | Vereinigte Staaten      | 025,6 ha         | | Homepage   |
| Korea Central Zoo                                        | April 1959    | Pjöngjang                    | Nordkorea               | 100 ha           | erster Zoo Nordkoreas |            |
| National Zoological Park Delhi                           | 1959          | Neu-Delhi                    | Indien                  | 097 ha           | | Homepage   |
| Durrell Wildlife Conservation Trust – Jersey Zoo         | 1959          | Jersey                       | Jersey                  | 011,5 ha         | | Homepage   |
| Zoo Stralsund                                            | 1959          | Stralsund                    | Deutschland             | 016 ha           | | Homepage   |
| Tierpark Ströhen                                         | 1959          | Wagenfeld                    | Deutschland             | 030 ha           | | Homepage   |
| Zoologická záhrada Bratislava                            | 9. Mai 1960   | Bratislava                   | Slowakei                | 096 ha           | | Homepage   |
| Zoo Salzburg                                             | 1961          | Salzburg                     | Österreich              | 014 ha           | früherer Name: Tiergarten Hellbrunn | Homepage   |
| Alpenzoo Innsbruck                                       | 1962          | Innsbruck                    | Österreich              | 005 ha           | | Homepage   |
| Phoenix Zoo                                              | 1962          | Phoenix                      | Vereinigte Staaten      | 051 ha           | | Homepage   |
| Tierpark Ueckermünde                                     | 1962          | Ueckermünde                  | Deutschland             | 018 ha           | | Homepage   |
| Weltvogelpark Walsrode                                   | 1962          | Walsrode                     | Deutschland             | 024 ha           | | Homepage   |
| Colchester Zoo                                           | 1963          | Colchester                   | Großbritannien          | 010 ha           | | Homepage   |
| Tierpark Chemnitz                                        | 1964          | Chemnitz                     | Deutschland             | 010 ha           | | Homepage   |
| Indianapolis Zoo                                         | 1964          | Indianapolis                 | Vereinigte Staaten      | 026 ha           | | Homepage   |
| Los Angeles Zoo and Botanical Gardens                    | 1964          | Los Angeles                  | Vereinigte Staaten      | 045,7 ha         | | Homepage   |
| Parc zoologique de Montpellier                           | 1964          | Montpellier                  | Frankreich              | 080 ha           | | Homepage   |
| Vivarium Darmstadt                                       | 1965          | Darmstadt                    | Deutschland             | 004 ha           | | Homepage   |
| Kolmården Djurpark                                       | 1965          | Norrköping                   | Schweden                | 250 ha           | | Homepage   |
| Jardin Zoologico de Valencia                             | 1965          | Valencia                     | Spanien                 |                  | | Homepage   |
| Haus des Meeres                                          | 1965          | Wien                         | Österreich              |                  | | Homepage   |
| Aachener Tierpark Euregiozoo                             | 1966          | Aachen                       | Deutschland             | 009 ha           | | Homepage   |
| Tiergarten Delitzsch                                     | 1968          | Delitzsch                    | Deutschland             | 005 ha           | | Homepage   |
| Thoiry ZooSafari                                         | 1968          | Thoiry                       | Frankreich              | 150 ha           | | Homepage   |
| Zoológico de Cali                                        | 1969          | Cali                         | Kolumbien               | 010 ha           | | Homepage   |
| San Diego Zoo Safari Park                                | 1969          | San Diego                    | Vereinigte Staaten      | 720 ha           | | Homepage   |
| Tierwelt Herberstein                                     | 1969          | Sankt Johann bei Herberstein | Österreich              | 040 ha           | früherer Name: Tier- und Naturpark Herberstein | Homepage   |
| Louisville Zoo                                           | 1969          | Louisville                   | Vereinigte Staaten      | 053 ha           | | Homepage   |
| Zoo Neuwied                                              | 1970          | Neuwied                      | Deutschland             | 013,5 ha         | | Homepage   |
| Australia Zoo                                            | 1970          | Beerwah (Queensland)         | Australien              |                  | | Homepage   |
| Apenheul                                                 | 1971          | Apeldoorn                    | Niederlande             | 013 ha           | | Homepage   |
| Loro Parque                                              | 1972          | Teneriffa                    | Spanien                 | 013,5 ha         | | Homepage   |
| Zoo Aquarium de Madrid                                   | 1972          | Madrid                       | Spanien                 | 020 ha           | | Homepage   |
| Marwell Zoo                                              | 1972          | Colden Common                | Großbritannien          | 057 ha           | | Homepage   |
| Tierpark Sababurg                                        | 1973          | Hofgeismar                   | Deutschland             | 130 ha           | Seit 1571 befand sich an derselben Stelle ein nichtöffentliches Jagdgatter, das Ende des 18. Jahrhunderts aufgegeben wurde. Deshalb wird der Tierpark gelegentlich als ältester Tiergarten Deutschlands bezeichnet. | Homepage   |
| Zoo Singapur                                             | 1973          | Singapur                     | Singapur                | 068 ha           | | Homepage   |
| Toronto Zoo                                              | 1974          | Scarborough (Toronto)        | Kanada                  | 287 ha           | | Homepage   |
| Parque Zoologico Caricuao                                | 1977          | Caracas                      | Venezuela               | 039 ha           | | Homepage   |
| Ocean Park Hong Kong (海洋公園)                          | 1977          | Hongkong                     | China                   | 087 ha           | | Homepage   |
| Parco Faunistico La Torbiera                             | 1977          | Agrate Conturbia             | Italien                 | 040 ha           | | Homepage   |
| Chișinău Zoo                                             | 1978          | Chișinău                     | Republik Moldau         | 025 ha           | | Homepage   |
| Zoo Košice (Zoologická Záhrada Košice)                   | 1979          | Košice                       | Slowakei                | 292 ha           | | Homepage   |
| Zoológico de Fauna Sudamericana Santa Cruz de la Sierra  | 1979          | Santa Cruz de la Sierra      | Bolivien                |                  | | Homepage   |
| Zoo Schmiding                                            | 1982          | Krenglbach                   | Österreich              | 012 ha           | | Homepage   |
| Zoo d’Amnéville                                          | 1986          | Hagondange                   | Frankreich              | 016 ha           | | Homepage   |
| Cecil B. Day Butterfly Center                            | 1988          | Pine Mountain                | Vereinigte Staaten      |                  | | Homepage   |
| Zoologischer Garten Yadanabon                            | 1989          | Mandalay                     | Myanmar                 | 022 ha           | |            |
| Nashville Zoo                                            | 1991          | Nashville                    | Vereinigte Staaten      | 076 ha           | | Homepage   |
| Nausicaa Centre National de la Mer                       | 1991          | Boulogne-sur-Mer             | Frankreich              | 000,5 ha         | | Homepage   |
| Biodôme Montréal                                         | 1992          | Montréal                     | Kanada                  |                  | | Homepage   |
| Acquario di Genova                                       | 1992          | Genua                        | Italien                 |                  | Anlässlich der Feierlichkeiten zur 500-jährigen Entdeckung Amerikas eröffnet | Homepage   |
| Parque das Aves                                          | 1994          | Foz do Iguaçu                | Brasilien               | 0016 ha          | | Homepage   |
| Two Oceans Aquarium                                      | 1994          | Kapstadt                     | Südafrika               | 001 ha           | | Homepage   |
| L'aquarium Barcelona                                     | 1995          | Barcelona                    | Spanien                 |                  | | Homepage   |
| Disney’s Animal Kingdom                                  | 1998          | Lake Buena Vista             | Vereinigte Staaten      | 202 ha           | | Homepage   |
| La Vallée des Singes                                     | 1998          | Romagne                      | Frankreich              | 022 ha           | Primatenzoo ohne Käfige | Homepage   |
| Monkeyland Plettenberg Bay                               | 1998          | Plettenberg Bay              | Südafrika               |                  | | Homepage   |
| Oceanário de Lisboa                                      | 1998          | Lissabon                     | Portugal                |                  | | Homepage   |
| Parc des Félins                                          | 1998          | Lumigny-Nesles-Ormeaux       | Frankreich              | 060 ha           | Zoo für Katzen (Felidae) | Homepage   |
| Zoorasia – Yokohama Zoological Gardens (横浜動物園)      | 1999          | Yokohama                     | Japan                   | 053 ha           | | Homepage   |
| Attischer Zoologischer Park (Αττικό Ζωολογικό Πάρκο)     | 2000          | Athen                        | Griechenland            | 020 ha           | | Homepage   |
| ZooParc Overloon                                         | 2000          | Overloon                     | Niederlande             | 021 ha           | | Homepage   |

## 21. Jahrhundert
| Zooname                   | Gründungsjahr | Stadt                         | Land                | Momentane Fläche | Besonderheiten / Bemerkungen                                       | Webpräsenz |
| ------------------------- | ------------- | ----------------------------- | ------------------- | ---------------- | ------------------------------------------------------------------ | ---------- |
| Fundación Temaikèn        | 2002          | Escobar, Provinz Buenos Aires | Argentinien         |                  |                                                                    | Homepage   |
| Shanghai Ocean Aquarium   | 2002          | Shanghai                      | Volksrepublik China | 02 ha            |                                                                    | Homepage   |
| Okinawa Churaumi Aquarium | 2002          | Motobu (Okinawa)              | Japan               |                  | Teil des Ocean Expo Park                                           | Homepage   |
| Living Coasts             | 2004          | Torquay                       | Großbritannien      |                  |                                                                    | Homepage   |
| Gaiapark                  | 2005          | Kerkrade                      | Niederlande         | 15 ha            | offiziell erster Zoo des 21. Jahrhunderts                          | Homepage   |
| Georgia Aquarium          | 2005          | Atlanta                       | USA                 |                  | zur Eröffnung weltweit größtes Aquarium                            | Homepage   |
| Aquarium Mare Nostrum     | 2007          | Montpellier                   | Frankreich          |                  |                                                                    | Homepage   |
| Palma Aquarium            | 2007          | Palma                         | Spanien             |                  | Tiefstes Haifischbecken Europas                                    | Homepage   |
| Bristol Zoo Project       | 2013          | Vereinigtes Königreich        | Bristol             | 55 ha            | Ersatz für die beengten, 2022 geschlossenen Bristol Zoo Gardens    | Homepage   |
| South East Asia Aquarium  | 2013          | Singapur                      | Singapur            |                  | zur Eröffnung weltweit größtes Aquarium; Teil des Marine Life Park | Homepage   |